# Alipio Gutiérrez
Alipio Gutiérrez (El Piñero, Zamora, 9 de enero de 1961) es un periodista, presentador y escritor español.

## Biografía
Pasa su infancia en El Piñero (Zamora) y en 1972 con 11 años se traslada con sus padres y su hermano a vivir a Móstoles donde reside hasta el año 2000. Desde 2000 reside en Arroyomolinos.
Sus inicios profesionales se sitúan primero trabajando en La Gaceta de Móstoles y posteriormente en la radio, medio al que se incorpora a través de Radio Inter en la sección de deportes. Posteriormente pasaría por Antena 3 Radio Parla y la Cadena SER en Móstoles.
En 1989 se incorpora a Telemadrid, la cadena de televisión pública de la Comunidad de Madrid, en la que apareció frente a cámara casi a diario durante 19 años. A lo largo de este tiempo es jefe adjunto del Área de Local de los Servicios Informativos de Telemadrid y ha trabajado en los programas 30 minutos, El cuerpo humano, Planeta azul, La zona D, Madrid directo (1993-2002) –programa en el cual hacia reportajes sobre temas de salud, hacía sustituciones y del que también fue subdirector–, junto a Inmaculada Galván, 20 años de emociones (2009), Madrid desde el aire y en Buenos días, Madrid (2000-2008) que también dirige desde 2002, primero con Inma Aguilar hasta 2002 y desde 2002 con Begoña Tormo. 
Tras especializarse en temas de Salud, en 1995 fue uno de los 72 socios fundadores de la Asociación Nacional de Informadores de la Salud que presidió de 2012 hasta 2016 y que actualmente vicepreside. También forma parte del Consejo General de Enfermería.
Entre julio de 2008 y agosto de 2009 editó el magazine matinal de TVE, Esta mañana presentado por Inmaculada Galván. 
Posteriormente entre marzo y julio de 2010 dirigió Canarias directo en Televisión Canaria.
Desde 2009 es director de Alicom Imagen y Comunicación, que se encarga de la dirección, edición y producción de formatos audiovisuales para internet y televisión. 
Entre septiembre y diciembre de 2010 trabaja como responsable del Área de Salud de Las mañanas en directo de CNN+. En 2011 fue director de contenidos de miSalud.tv. 
Entre 2011 y 2012 es director de contenidos de salud del programa El Patio de CMM TV. Después entre mayo de 2012 y febrero de 2016 trabaja coordinando los contenidos audiovisuales del Canal Enfermero dependiente del Consejo General de Enfermería.
Entre el 22 de febrero de 2016 y el 30 de abril de 2017 es director de los Servicios Informativos de Telemadrid en sustitución de Agustín de Grado.
Entre el 1 de mayo de 2017 y el 30 de junio de 2018 asume la dirección de Onda Madrid, tras la llegada de José Pablo López Sánchez a la dirección general de Radio Televisión Madrid. Al mismo tiempo, entre septiembre de 2017 y julio de 2018, fue director y presentador con Begoña Tormo del regreso de Buenos días, Madrid en Onda Madrid. El 2 de julio de 2018 fue sustituido por Ángel Rubio, pasando a ser responsable de los contenidos de salud de Radio Televisión Madrid. 
Desde octubre de 2018 a enero de 2020 dirige y presenta Salud al día en La Otra.
Desde enero de 2020 a noviembre de 2021 es el responsable de la Oficina de Participación del Espectador y Radioyente de RTVM. Y desde el 16 de marzo de 2020 hasta el 8 de mayo de 2020, colaboró en el programa de Telemadrid, Madrid frente al Coronavirus.
En noviembre de 2020 publicó el libro COVID-19: Nuestra guerra. Actualmente es director y presentador del programa Fórmula Salud en Onda Madrid y colaborador de Buenos días, Madrid de Telemadrid.

## Libros
- COVID-19: Nuestra guerra. 10 de octubre de 2020, Luyel Prod, ISBN 978-84-09-23844-6.

## Premios
- Premio Ondas.
- Antena de Plata.
- 2 Premios Iris de la Academia de Televisión y de las Ciencias y Artes del Audiovisual de España.
- Televisión y Comunicación Audiovisual de la Unesco.
- Premio periodístico "Boehringer Ingelheim" sobre Innovación en Medicina.
- Premio ANIS a la Mejor Labor de Comunicación en Salud 2016 que entrega la Asociación Nacional de Informadores de la Salud.
- Premio 2018 a Mejor Reportero de Salud de la Sociedad Española de Médicos Generales y de Familia.